# Michaël Dudok de Wit
Michaël Dudok de Wit (miɣaːɛl dydɔk də ʋɪt; Abcoude, Països Baixos, 15 de juliol de 1953) és un animador, director de cinema i il·lustrador neerlandès establert a Londres. Va guanyar l'Oscar al millor curtmetratge d'animació per Father and Daughter (2000) i fou nominat a l'Oscar a la millor pel·lícula d'animació per La tortue rouge (2016).

## Biografia
Després de cursar estudis secundaris als Països Baixos, va assistir a l'Escola de Belles Arts de Ginebra. El 1978 es va graduar al West Surrey College of Art & Design (ara la Universitat per a les arts creatives) amb la seva primera pel·lícula The Interview.
Després de treballar un any a Barcelona, es va establir a Londres, on dirigeix i anima anuncis premiats per a televisió i cinema. El 1992 va crear el curtmetratge Tom Sweep, seguit de Le Moine et le Poisson (1994), (Making of Father and Daughter) Focal Press. ISBN 978-0-240-52070-4 que es va fer a França amb l'estudi Folimage. Aquesta pel·lícula va ser nominada a l'Oscar i ha guanyat nombrosos premis, inclòs el premi César al millor curtmetratge i el Cartoon d'or. Michael també escriu i il·lustra llibres il·lustrats per a nens i ensenya animació a col·legis d'art d'Anglaterra i de l'estranger.
La seva pel·lícula Father and Daughter (2000) va guanyar un Oscar un BAFTA, el Grand Prix d'Annecy, el Grand Prix de l'Animafest Zagreb i dotzenes d'altres premis importants. El 2006 va realitzar el curtmetratge The Aroma of Tea, que es va dibuixar completament amb te. Les seves pel·lícules Le Moine et le Poisson i Father and Daughter es van incloure a l'Animation Show of Shows. El 2016 va dirigir el llargmetratge d'animació La tortue rouge. Fou nominada a l'Oscar a la millor pel·lícula d'animació als Premis Oscar de 2016.

## Filmografia

### Animació
- The Interview (1978)
- Tom Sweep (1992), curtmetratge
- Le Moine et le Poisson (1994), curtmetratge
- Father and Daughter (2000), curtmetratge
- The Aroma of Tea (2006), curtmetratge
- La tortue rouge (2016), llargmetratge

### Comercials
- "Actifed Germ" The Welcome Foundation, Cough Medicine
- "Heinz Egg" Heinz Salad Cream
- "The Long Sleep" Mcallan Malt Whiskey
- "VW Sunrise" Volkswagen
- "Pink Foot" Owen's Corning Roof Insulation
- "Smart Illusions" Nestlé Smarties
- "Noah" The Irish Lottery"
- "AT&T" five TV commercials
- "A Life" United Airlines

### Altres contribucions al cinema i televisió
- The Canterbury Tales/The Knight's Tale (sèrie de televisió, Pizazz/S4C, UK)
- The Lion, the Witch and The Wardrobe (telefilm, US, UK i Espanya) 1979
- Segment Den def Heavy Metal (llargmetratge d'animació de Gerald Potterton, Canada, US & UK) 1980
- Mickey's Audition (Mickey Mouse Special, Disney, US) 1989
- Prince Cinders (especial de televisió, UK) 1991
- La bella i la bèstia (Storyboarding, Walt Disney Feature Animation, US) 1992
- T.R.A.N.S.I.T. (curtmetratge per Piet Kroon, UK and NL) 1997
- Charlie's Christmas (especial de televisió, Folimage, France) 1998
- Fantasia 2000 (Walt Disney Feature Animation) 2000
- La profecia de les granotes (Folimage) 2003

## Il·lustracions en llibres
- "Snakes and Ladders" (joc de cartes, 1991)
- "The History of Geneva" (Editions Chenoises, Geneva 1991)
- "Oscar & Hoo" (Harper Collins 2001) ISBN 3-7941-5022-8
- "Oscar and Hoo Forever"(Harper Collins 2003) ISBN 0-00-714008-8
- "Vader en dochter" (Leopold, NL, 2001) ISBN 90-258-3494-9
- "Vier bevertjes in de nacht" (Leopold, NL, 2004) ISBN 90-74336-90-6
- "Vier bevertjes en een kastanje" (Leopold, NL, 2007) ISBN 978-90-258-5030-2